# CCleaner
CCleaner (tidigare Crap Cleaner) är ett datorprogram som tar bort temporära filer och städar registret på en dator. Programmet är utvecklat av Piriform och finns översatt till fler än 35 olika språk, däribland svenska. Programmet är avsett för Microsoft Windows och OS X för Macintosh och finns dels i en gratisversion, dels i en premiumversion som utöver funktionerna i gratisalternativet dessutom erbjuder automatiska uppdateringar samt support.

## Rensar
CCleaner rensar bland annat historik och temporära filer från följande program/operativsystemsapplikationer:

### Webbläsare
- Avant, Chrome Plus, Chromium, Flock, Google Chrome, Google Chrome Canary, Internet Explorer, K-meleon, Maxthon, Firefox, Netscape Navigator, Opera, Pale Moon, Phoenix, Rockmelt, Safari, SeaMonkey, SRWare Iron.

### Windows
- Windowsregistret: tar bort oanvända och gamla inmatningar vilket inkluderar filändelser, ActiveX-kontroller, ClassID, ProgID, avinstallerare, delade DLL-filer, typsnitt, hjälpfiler, applikationers mappsökvägar, ikoner, ogiltiga genvägar, med mera
- Papperskorgen, senast använda dokument, temporära filer, log-filer, DNS cache, med mera

### Programvaror
- Adobe Acrobat, Adobe Reader, eMule, Google Toolbar, ImgBurn, Kazaa, Microsoft Office, Nero, Netscape, Spybot S&D, WinAce, Windows Live Messenger, Windows Media Player, WinRAR, Winzip, med flera. Windowsversionen av CCleaner kan dessutom utökas med hjälp av gratisprogrammet CCEnhancer från företaget SingularLabs, vilket utökar antalet program vars temporära filer CCleaner kan rensa.[1]